# Phare de Manitou Island

Le phare de Manitou Island (en anglais : Manitou Island Light), est un phare du lac Supérieur situé sur Manitou Island (en) et au large de la pointe de la péninsule de Keweenaw, dans le comté de Keweenaw, Michigan.
Ce phare est inscrit au Registre national des lieux historiques depuis le 19 juillet 1984 sous le n° 84001773.

## Historique
Le premier phare sur l'île Manitou était une tour en moellons construite en 1850. En 1861, la lumière actuelle l'a remplacé (l'un des trois construits cette année-là avec une structure en fer par la West Point Foundry à New York ; les deux autres étaient le phare de DeTour Reef et le phare de Whitefish Point, dont ce dernier est toujours debout et sont les plus anciennes tours en fer des Grands Lacs). La maison du gardien a été construite la même année. Un signal de brouillard a été ajouté en 1871 et des bâtiments pour le loger en 1875. Ces signaux ont été rénovés en 1899. En 1895, une maison à carburant a été ajoutée, en 1901 un hangar à bateaux et en 1930 un bâtiment en béton signal de brouillard a été construit, remplaçant le précédent. C'est la plus ancienne tour de lumière squelettique en fer des Grands Lacs. La lentille de Fresnel originale  du troisième ordre a été fabriqué par Le Paute de Paris et avait six panneaux séparés, chacun avec un prisme en œil-de-bœuf. La lentille actuelle est également un Fresnel du Troisième Ordre, avec quatre panneaux inscrits P. Barbier and Co., Paris. La lumière a été automatisée en 1978 et est toujours utilisée comme aide à la navigation. 
En 2004, le Keweenaw Land Trust a acquis la lumière du gouvernement des États-Unis, ainsi que les terres environnantes, sous les auspices de la National Historic Lighthouse Preservation Act (en). La zone, la Manitou Island Light Station Preserve, est ouverte au public et est disponible pour le camping, la collecte de roches, la randonnée, le canotage, le kayak de mer, la pêche et les visites.

## Description
Le phare  est une tour cylindrique métallique avec des contreforts pyramidaux à claire-voie de 24 m de haut, avec une double galerie et une lanterne, attenante à une maison de gardien en bois de deux étages. Le phare est peint en blanc et le toit de la lanterne est rouge.
Il émet, à une hauteur focale de 25 m, un éclat blanc par période de 10 secondes. Sa portée n'est pas connue. Il est équipé d'une corne de brume émettant deux signaux de 2 secondes par période de 30 secondes, en cas de besoin.

Identifiant : ARLHS : USA-4070 ; USCG : 7-15170.

### Lien connexe
- Liste des phares au Michigan